# Yamaha YZF-R15
La YZF-R15 è una motocicletta sportiva prodotta dalla casa giapponese Yamaha a partire dal mese di aprile 2008, esclusivamente per il mercato indiano. La cilindrata scelta, piuttosto inusuale per una sportiva, la pone in diretta concorrenza con la Honda CBR 150.
Il telaio, la ciclistica ed il blocco motore dell'R15 sono i medesimi dell'R125; la differenza principale riguarda il gruppo termico, il quale presenta un cilindro con un alesaggio superiore (57mm anziché 52). Tale variazione porta la cilindrata a 150cc e la potenza a 17 cavalli.